# ULZ Schwaz
L'ULZ Schwaz è una squadra di pallamano maschile austriaca con sede a Schwaz.

## Palmarès

### Trofei nazionali
- Coppa d'Austria: 1
  - 2010-11.